# Joe Sacco (Comiczeichner)

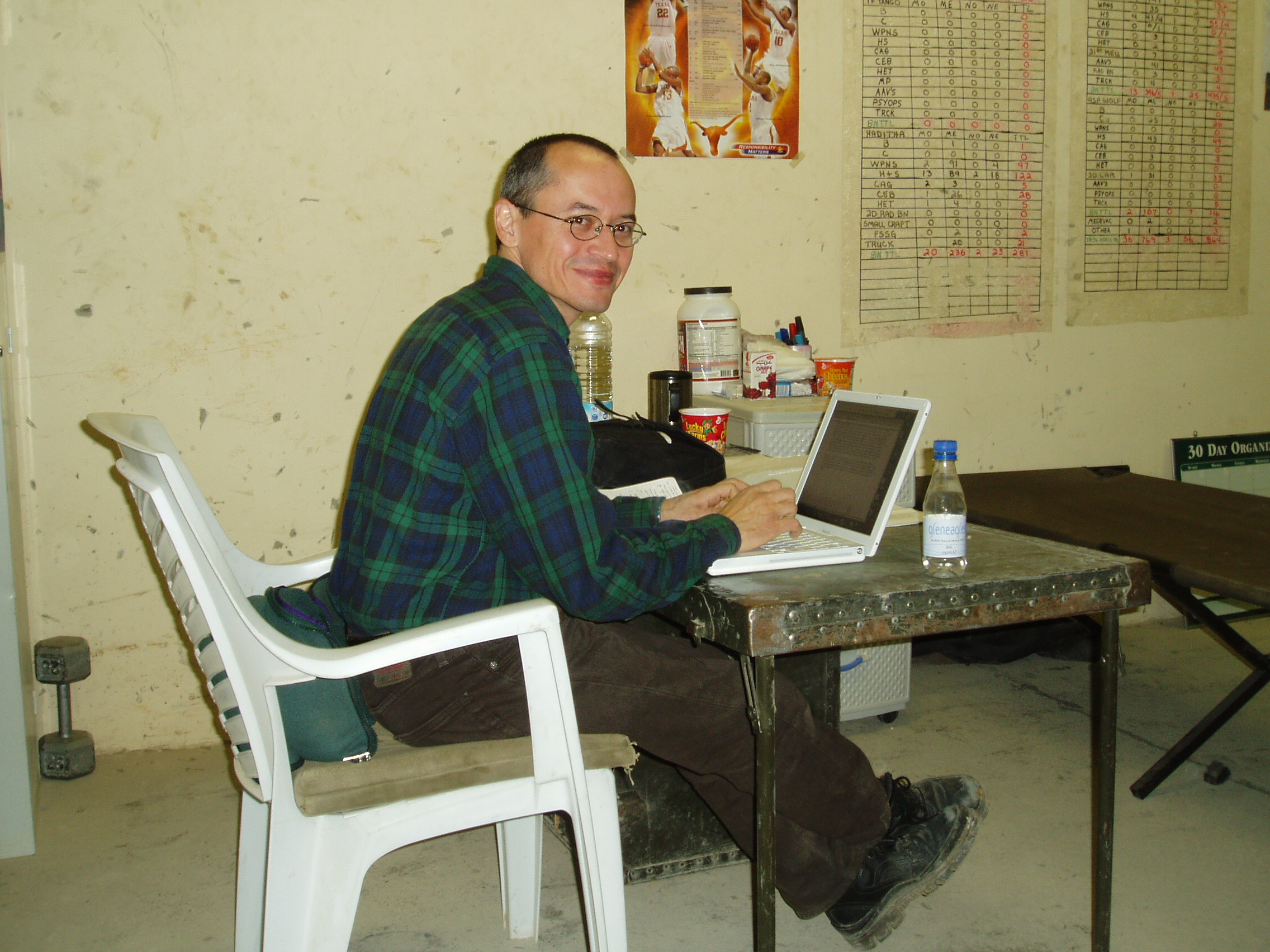
Joe Sacco Anfang 2005 im Irak

Joe Sacco (* 2. Oktober 1960 in Kirkop, Malta) ist ein maltesisch-US-amerikanischer Comiczeichner. Sacco lebt heute in Portland, Oregon und definiert sich selbst als zeichnenden Journalisten. Er gilt als Erfinder der Comic-Reportage: „Sacco ist Erschaffer und Genie dieser Form.“

## Leben und Werk
Sacco zog im Alter von 9 Jahren mit seinen Eltern (einer Lehrerin und einem Ingenieur) nach Australien, 1972 dann in die USA nach Los Angeles und später nach Portland, Oregon. Nach seinem Lizentiat in Journalismus im Jahr 1981 an der Universität von Oregon wandte er sich den Comics zu. 1983 kehrte er nach Malta zurück, wo er als seine ersten graphischen Erzeugnisse eine Serie von Liebesgeschichten veröffentlichte. Zwei Jahre später, wieder in den USA, war er Co-Herausgeber der Monatszeitschrift Portland Permanent Press, von der 15 Ausgaben erschienen.
1986 zog Sacco als Mitarbeiter von Fantagraphics Books nach Los Angeles, arbeitete für The Comics Journal und gründete das satirische Magazin Centrifugal Bumble-Puppy. Zwischen 1988 und 1992 reiste er in der Welt herum und nahm unter anderem an der Europa-Tournee der Rockband Miracle Workers teil. In dieser Zeit kreierte er auch seine eigene Comicheft-Reihe unter dem Namen Yahoo (6 Ausgaben).
Ende 1991 hielt er sich in Israel und den besetzten palästinensischen Gebieten auf. Weil das dort Erlebte ihn nicht mehr losließ, widmete er Palästina ab Januar 1993 eine Reihe von Geschichten bei Fantagraphics. Seine  reportage-artigen Comics, in denen sich Text und Bild abwechseln, ähneln der Form nach dem Werk Art Spiegelmans Maus – Die Geschichte eines Überlebenden. 1996 wurde Palästina, in zwei Bänden publiziert, als beste neue Serie für den prestigeträchtigen Harvey Award nominiert. Dabei hat Sacco “keine formale künstlerische Ausbildung, ich arbeitete vor meiner Recherche vor allem als Cartoonist.”
Nach seinen Aufenthalten im Nahen Osten reiste Joe Sacco, der sich als zeichnender Journalist definiert, in die bosnische Enklave Goražde: „Ich bin zwischen Ende 1995 und Anfang 1996 vier Mal hingefahren. Zum Zeitpunkt meiner Ankunft hatten die Einwohner Goraždes schon 3½ Jahre Krieg hinter sich. Sie wurden gewaltsam bombardiert, waren praktisch ausgehungert und kämpften Haus um Haus, um ihre Familien zu verteidigen. Sie lebten in zerstörten und verbrannten Häusern, oft ohne Elektrizität und fließendes Wasser. Sie waren immer noch von befreundetem Gebiet abgeschnitten. Und sie wussten nicht, ob ihre Situation im Friedensprozess berücksichtigt werden würde. Doch sie begannen auch zu begreifen, dass sie vielleicht bald die Nachkriegszeit planen mussten, wieder an die Banalität anknüpfen mussten und an die Welt vor den nationalistischen Parolen, dem Hunger, den Geschossen und den Massakern. Diese Realität habe ich versucht zu beschreiben.“
Neben Safe Area Goražde (2000. Deutsch Bosnien, 2010) erschien 1998 mit Soba ein weiteres Werk über Bosnien. Die Medien sind auch in Deutschland des Lobes voll über Bosnien: „Ein bedrückendes und beeindruckendes Panorama des Balkankonflikts (...). Er durchbricht immer wieder Panelstruktur und Rechtwinkligkeit, variiert an ausgesuchten Stellen ins Expressionistische, ohne sich in effektheischendem Brimborium zu verlieren.“
Ende 1998 machte er sich auf, in Details die Prozesse am Internationalen Strafgerichtshof für das ehemalige Jugoslawien in Den Haag zu verfolgen. 2003 erschien in More Women, More Children, More Quickly eine Beschreibung des Alltags seiner Mutter in Malta während des Zweiten Weltkriegs.
2009 veröffentlichte er mit Footnotes in Gaza (deutsch Gaza, 2011) eine Fortsetzung von „Palästina“. Zu den Hintergründen erklärt Sacco selbst: „1992 bin ich nach Palästina gereist, weil ich wissen wollte, was dort wirklich abläuft. (....) Der Konflikt hat mich seither nie losgelassen.“
Zur Entstehung von Gaza: Ungefähr 2001 stieß Sacco in einem UNO-Archiv auf ein Dokument, das zwei Massaker der israelischen Armee an der palästinensischen Zivilbevölkerung 1956 während der Suez-Krise erwähnte. Sacco interviewte für Gaza Augenzeugen von damals und schildert auch die Lebensbedingungen in Gaza heute. „Dank der Gegenüberstellung (...) wird Gaza zur vielschichtigen und vielstimmigen Reportage, die nicht zuletzt auch die Mechanismen des Konflikts zwischen Israeli und Palästinensern untersucht.“ Der SPIEGEL urteilt „Insgesamt wirkt der Comic reflektierter und präziser als ‚Palestine‘, allerdings auch starrer.“ „Die Übersetzung des 300-seitigen Werks (...) hervorragend gelungen.“
Sacco illustrierte ein 2012 erschienenes Buch des Journalisten Chris Hedges über Armut in den USA.

## Stil
Sacco arbeitet bewusst mit dem Genre Comic: „Während der Roman oft Nabelschau betreibt und sich in Innenansichten verliert, muss ein Comic in Bildern erzählen. Die Comickunst bietet sich fürs Dokumentarische an: Sie ist nach außen orientiert, verbindet aber Non-Fiction mit Subjektivität. Kurz: Der Comic kann mehr – auch punkto Ehrlichkeit.“
„So lakonisch und klar wie der Erzählstil und die Schilderungen der Bosnier sind auch die Bilder: Saccos Zeichnungen sind äußerst realistisch. Gekonnt variiert Sacco Details und Totalen.“
Transparenz gehört zu den erzählerischen Grundhaltungen Saccos: „In allen Reportagen ist es mir wichtig, dass der Leser versteht, wie ich arbeite, wie ich an meine Informationen komme und damit umgehe, wie ich gewisse Anekdoten auswähle, andere verwerfe, wie ich die Glaubwürdigkeit meiner Informanten überprüfe und einschätze usw. Der Leser soll aber auch verstehen, dass die Widersprüche die Wahrheit der Geschichte an sich nicht infrage stellen.“
Als journalistisch objektiv will er seine Comic-Reportagen aber nicht verstanden wissen: „Ich glaube nicht an die Objektivität, wie sie in amerikanischen Journalismus-Schulen gelehrt wird – ich glaube an Fairness. Wenn Sie Sachen sehen, die Ihren Überzeugungen widersprechen, dann müssen Sie sie zeigen.“
Als bedeutende Comicautoren nennt Sacco Chris Ware, Daniel Clowes, Charles Burns oder Marjane Satrapi, aber „es wäre gut, wenn noch mehr Comicautoren künstlerische Risiken eingehen würden. (...) Der Comic ist ein Pop-Medium, nun aber lockt er die Leser in komplexe Themen. Das ist subversiv – und ein wichtiger Grund, warum ich dem Comic treu bleibe.“

## Veröffentlichungen (Auswahl)
- Palestine, Fantagraphic Books, 2001 (1993–1995 bereits als Einzelcomics publiziert) (Palästina, Eine Comic-Reportage, Zweitausendundeins, 2004. 2. Auflage: Edition Moderne 2009, ISBN 978-3-03731-050-2)
- Safe Area Goražde: The War in Eastern Bosnia 1992–1995, Fantagraphic Books, 2000 (deutsch: Bosnien, Edition Moderne, 2010, ISBN 978-3-03731-069-4)
- The Fixer: A Story from Sarajevo, 2003 (deutsch: Sarajevo, Edition Moderne, 2015, ISBN 978-3-03731-133-2)
- Notes from a Defeatist, 2003
- But I Like it, 2006
- Footnotes in Gaza, Metropolitan Books, 2009 (deutsch: Gaza, Edition Moderne 2011, ISBN 978-3-03731-080-9)
- Not in my country. A tale of unwanted immigrants, The Guardian, Online Comic, 2010
- Reportagen: Den Haag/Palästina/Kaukasus/Irak/Malta/Indien, Edition Moderne, 2013, ISBN 978-3-03731-107-3.
- The Great War: July 1, 1916: The First Day of the Battle of the Somme. W. W. Norton & Co., New York City, USA 2013, ISBN 978-0-393-08880-9.[9] (deutsch: Die Schlacht an der Somme, Edition Moderne, 2014, ISBN 978-3-03731-122-6)
- Wir gehören dem Land. Aus dem Englischen von Christoph Schuler. Edition Moderne, 2020, ISBN 978-3-03731-198-1

## Auszeichnungen
- 1996: American Book Award für Palästina
- 2001: Eisner Award für Safe Area Gorazde
- 2001: Guggenheim Fellowship
- 2009: Los Angeles Times Book Prize Graphic Novel award (Nominierung mit Gaza)
- 2010: The Ridenhour Book Prize für Gaza
- 2020: Rudolph Dirks Award, Kategorie „Reportage / Wissenschaft“ für Wir gehören dem Land
- 2021: Geschwister Scholl Preis für Wir gehören dem Land[10]

## Ausstellungen
- 2015/2016: Joe Sacco - Comics Journalist, Cartoonmuseum Basel.

## Belege
1. ↑  Fantagraphic Books, Artist Bio.
2. 1 2 3  „Der Comic kann mehr – auch punkto Ehrlichkeit“, Neue Zürcher Zeitung, 16. Dezember 2010.
3. ↑  Duncan Campbell (October 23, 2003). 'I do comics, not graphic novels'. The Guardian. Zuletzt aufgerufen am 4. Mai 2011.
4. 1 2  "Diese Leute, dieser Scheißkrieg", Zeit Online, 2010.
5. 1 2 3 4 5  „Ich glaube nicht an die Objektivität“, Neue Zürcher Zeitung, 30. November 2011.
6. ↑  Ein schwarz-weißes Bild vom Krieg, Der Spiegel, 11. Januar 2010.
7. ↑  Rezensionsnotiz Süddeutsche Zeitung, 7. April 2004 bei perlentaucher.de.
8. ↑  Comic-Journalismus: Sacco und wie er die Welt sieht. In: Der Tagesspiegel Online. ISSN 1865-2263 (tagesspiegel.de [abgerufen am 25. November 2022]).
9. ↑  Das Schlachtfeld an der Somme in voller Breite in FAZ vom 31. Dezember 2013, Seiten 32–33.
10. ↑  Comic-Journalismus: Sacco dokumentiert, boersenblatt.net, veröffentlicht und abgerufen am 8. Oktober 2021.

| Personendaten    | Personendaten                              |
| ---------------- | ------------------------------------------ |
| NAME             | Sacco, Joe                                 |
| KURZBESCHREIBUNG | maltesisch-US-amerikanischer Comiczeichner |
| GEBURTSDATUM     | 2. Oktober 1960                            |
| GEBURTSORT       | Kirkop, Malta                              |